# Lakiernia

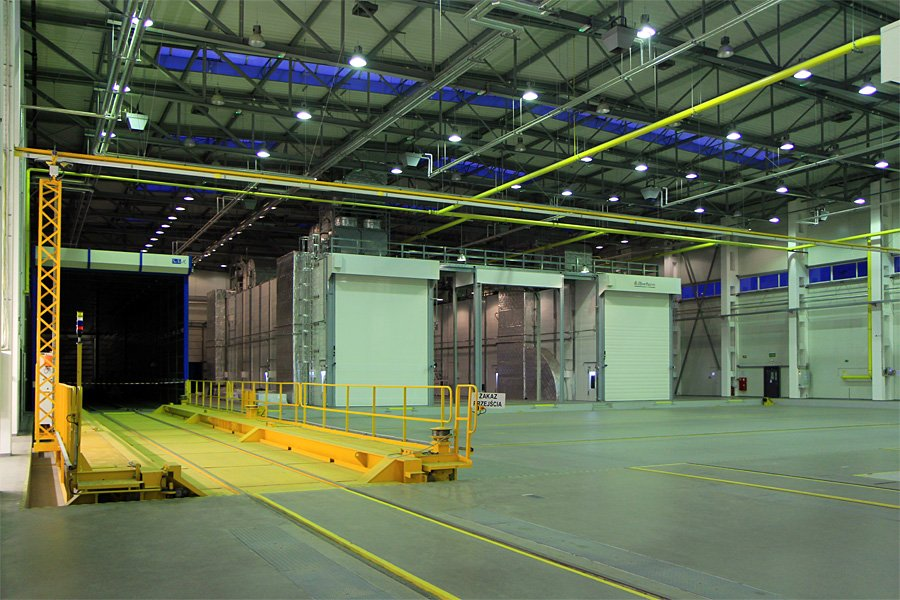
Lakiernia

Lakiernia – pomieszczenie lub zakład, w którym lakieruje się (profesjonalnie pokrywa się lakierem) różne przedmioty (wyroby, części maszyn itp.).